# 粗刺藻属
粗刺藻属（学名：Acanthosphaera）是小球藻科下的一个属。

## 下属物种
本属包括以下物种：
- 粗刺藻 Acanthosphaera zachariasii Lemmerm., 1898